# Lansac (Gironde)
 Lansac  egy francia település Gironde megyében az Aquitania régióban. Lakosainak száma 671 fő (2022. január 1.).

## Adminisztráció
Polgármesterek:
- 2001–2014 Michel Manciet
- 2014–2020 Éric Pouchard

## Demográfia
| Lakosok száma | 599  | 606  | 610  | 604  | 713  | 721  | 739  | 701  | 682  | 671  |
|               | 1968 | 1982 | 1990 | 2006 | 2013 | 2015 | 2017 | 2019 | 2020 | 2022 |

## Látnivalók
- Saint Pierre templom
- Château Lamothe